# Vườn quốc gia Dolomiti Bellunesi
Vườn quốc gia Dolomiti Bellunesi (tiếng Ý: Parco nazionale delle Dolomiti Bellunesi) là một vườn quốc gia nằm ở tỉnh Belluno, Veneto, phía bắc Ý. Được thành lập vào năm 1988, vườn quốc gia là một phần của Di sản thế giới Dolomites được UNESCO công nhận từ năm 2009.

## Lịch sử
Kế hoạch thành lập vườn quốc gia Dolomiti Bellunesi vào năm 1988 nhưng phải đến năm 1990 nó mới chính thức được thành lập bởi Bộ Môi trường Ý. Ngoài mục đích bảo vệ giá trị tự nhiên bao gồm cả địa chất địa mạo, lịch sử, cảnh quan môi trường, và hệ động thực vật thì vườn quốc gia cũng nhằm mục tiêu cải thiện đời sống dân cư trong khu vực, thúc đẩy nghiên cứu khoa học và giáo dục cùng các hoạt động nông nghiệp, chăn nuôi, lâm nghiệp.

## Mô tả
Vườn quốc gia có diện tích 32 kilômét vuông (12 dặm vuông Anh), và nằm hoàn toàn trong tỉnh Belluno, giữa sông Cismon và Piave, giữa thung lũng sông Maè và Agordo.
Đây là một khu vực núi cao với các Karst đá vôi và cực kỳ giàu tài nguyên nước khi là nơi có nhiều sông suối, đầm lầy. Một số dòng chảy đổ vào các thung lũng là nơi có các khu vực dân cư sinh sống.
Về thực vật, vườn quốc gia có nhiều loài như Đỗ quyên, Cúc, các cánh rừng thông và vùng đồng cỏ núi cao. Đây là nhà của rất nhiều loài động vật hoang dã có thể kể đến động vật có vú như Marmota, Chồn ecmin, Chồn mactet, Hoẵng châu Âu, Sơn dương Chamois, Hươu đỏ, Cừu Mouflon; Các loài chim là Gõ kiến, Ưng ngỗng, Đại bàng vàng, Cú đại bàng Á Âu..; bò sát như Kỳ giông lửa, Kỳ giông núi, Cóc tía bụng vàng, Cóc xanh châu Âu.